# Deímac
Deímac (grec antic: Δηΐμαχος o Δαΐμαχος, llatí: Daimachus o Deimachus) fou un historiador i geògraf de l'Imperi Selèucida del segle iii aC originari de Platea. Es va convertir en ambaixador a la cort de Bindusara Amitragata (Al·litròcades segons Estrabó), fill de Chandragupta Maurya (Sandràcot, segons Estrabó), a Pataliputra, Índia.

Com a ambaixador, va ser el successor del famós ambaixador i historiador Megàstenes. Estrabó els esmenta plegats: 
| «                   | «Ambdós homes van ser enviats com ambaixadors a Palimbothra [Pataliputra]: Megàstenes a Sandràcot, Deímac a Al·litròcades, el seu fill». | » |
| — Estrabó, II, 1.9. | |   |

Sembla que Deímac va escriure una obra sobre l'Índia que constava, pel cap baix, de dos llibres, i que els antics citaven a referència en temes geogràfics, tot i que no se n'ha conservat més que fragments:
| «                     | «És probable que hi hagi més de 3000 estadis, però si hi afegim els 30.000 estadis, que Deímac indica que hi ha entre [l'extrem meridional de l'Índia] i el país dels bactrians i dels sogdians, trobarem que ambdues nacions es troben més enllà de la zona temperada i la terra habitable.» | » |
| — Estrabó, II, 1.14.) | |   |

Estrabó, però, també posa en qüestió les xifres i els relats d'un i l'altre perquè els considera exagerats i fantasiosos, per bé que també els reconeix que van aportar grans coneixements sobre l'Índia:
| «                  | «En general, els homes que fins ara havien escrit sobre els afers de l'Índia, eren un conjunt de mentiders. Deímac ocupa el primer lloc de la llista, i Megàstenes arriba després, mentre que Onesícrit i Nearc, amb altres de la mateixa classe, aconsegueixen escriure paraules de veritat; d'això ens vam convertir en els més convençuts a l'hora d'escriure la història d'Alexandre. No es pot donar fe a Deímac ni a Megàstenes: homes amb orelles prou grans per adormir-se, homes sense boca, sense nas, amb un sol ull, amb les potes d'aranya i amb els dits inclinats cap enrere. Van renovar la faula d'Homer sobre les batalles de les grues i els pigmeus i parlar de formigues que excavaven l'or, de serps que s'empassaven bous, amb banyes i tot, i, com ha observat Eratòstenes, acusant-se l'un a l'altre de falsedat». | » |
| — Estrabó II, I.9. | |   |

Hi ha autors que han suposat que l'historiador Èfor havia copiat molts de passatges de Deímac, però el fet és que Èfor va ser anterior a Deímac. D'altra banda, es conserva un llibre sobre setges (πολιορκητικὰ ὑπομνήματα) que apareix sovint signat per Deímac i hom li l'atribueix; probablement era format originàriament per 35 llibres, segons Esteve de Bizanci.